# Forcipomyia dacica
Forcipomyia dacica är en tvåvingeart som beskrevs av Damian-georgescu 1972. Forcipomyia dacica ingår i släktet Forcipomyia och familjen svidknott. Inga underarter finns listade i Catalogue of Life.